# Pierre Corneille
Pierre Corneille [kornêj], francoski dramatik in pesnik, * 6. junij 1606, Rouen, † 1. oktober 1684, Pariz.

## Življenje in delo
Corneille, ki velja za ustanovitelja francoskega gledališča,  se je rodil leta 1606 v Rouenu v meščanski družini, študiral pravo, nato pa se ukvarjal predvsem z gledališčem, od 1647 je bil član Académie française (sedež 14). Napisal je osemnajst tragedij, osem komedij in sedem tragikomedij, ki jih nekateri literarni zgodovinarji štejejo k tragedijam. Začel je s komedijami, od katerih je najpomembnejša Lažnivec, ter se polagoma usmeril predvsem v tragedijo. Njegov prvi večji uspeh je bila tragikomedija Cid. V teh in drugih delih je tematsko, idejno pa tudi oblikovno izhajal iz španske dramatike, vendar se je že bližal klasičistični drami. To je storil zlasti s tem, da je načelno priznal tri dramske enotnosti, čeprav jih je v svojih delih uporabljal svobodno. Za snov je tragedijam izbiral motive iz rimske in krščanske zgodovine. Osrednji problem teh dram je spor med različnimi težnjami človekove osebnosti, zlasti med čustvom in voljo, povezano s kako socialno dolžnostjo, načelom in odgovornostjo, na primer s častjo in slavo. Dramski liki so zato heroični. Slog je govorniško učinkovit, patetičen. V kompozicijo je uvedel Aristotlovo načelo treh enotnosti (kraja, časa in dejanja). Verz je aleksandrinec. Skupaj z Molièrom je napisal tragikomedijo Psyché. 

## Izbrana dela

#### Komedije
- Lažnivec (Le Menteur, 1643)
- Komična iluzija

#### Tragikomedije
- Cid (Le Cid, 1636)
- Psyché

#### Tragedije
- Horacij (Horace, 1640)
- Cina (Cinna, 1641)
- Pompejeva smrt (La mort de Pompée, 1642)
- Mučenik Polyeucte (Polyeucte martry, 1643)
- Rodogune (1644)